# Brommella monticola
Brommella monticola is een spinnensoort uit de familie Cicurinidae.
De wetenschappelijke naam van de soort werd voor het eerst geldig gepubliceerd in 1936 door Willis J. Gertsch & Mulaik.